# HMS Endeavour
La HMS Endeavour, nota anche come HM Bark Endeavour, era una nave oceanografica britannica della Royal Navy che il tenente James Cook comandò tra il 1769 e il 1771 durante il suo primo viaggio di esplorazione in Australia e Nuova Zelanda.
Fu varata nel 1764 come carboniera Earl of Pembroke, e la Marina la acquistò nel 1768 per una missione scientifica nell'Oceano Pacifico e per esplorare i mari del Sud a caccia delle prove dell'esistenza dell'ipotetico continente Terra Australis incognita. La Marina la trasformò in un brigantino a palo, la rinominò e la rimise in servizio come His Majesty's Bark the Endeavour. Con a bordo diversi scienziati salpò quindi da Plymouth nell'agosto del 1768, doppiò Capo Horn e raggiunse Tahiti in tempo per osservare il transito di Venere davanti al sole. Dispiegò quindi le vele verso quella parte dei mari del Sud ancora in gran parte inesplorata, fermandosi presso le isole del Pacifico di Huahine, Bora Bora e Raiatea che Cook rivendicò per la Gran Bretagna. Nel settembre del 1769 ancorò al largo della Nuova Zelanda: era la prima nave europea a raggiungere le isole dopo la Heemskerck di Abel Tasman 127 anni prima.
Quando nel mese di aprile 1770 Cook sbarcò in quella che oggi è nota come Botany Bay, l'Endeavour divenne la prima nave europea a raggiungere la costa est dell'Australia. Il vascello navigò poi verso Nord lungo la costa australiana ed evitò per un soffio un disastroso incagliamento sulla Grande barriera corallina ma Cook, per alleggerirla e liberarla, fu costretto a gettare alcuni dei suoi cannoni in mare. Fu quindi arenata sulla terraferma per sette settimane per consentire le prime sommarie riparazioni dello scafo. Ripresa la navigazione, il 10 ottobre 1770 entrò arrancando nel porto di Batavia, l'attuale Giacarta nelle Indie orientali olandesi, per le riparazioni più accurate mentre Cook faceva giurare al suo equipaggio di mantenere il più stretto riserbo sulle terre che avevano scoperto ed esplorato. Riprese finalmente il suo viaggio verso ovest il 26 dicembre, doppiò il Capo di Buona Speranza il 13 marzo 1771 e raggiunse il porto inglese di Dover il 12 luglio. Era stata in mare per quasi tre anni.
In gran parte dimenticata dopo il suo epico viaggio, l'Endeavour trascorse i tre anni successivi alla spedizione presso i depositi della Marina alle Isole Falkland. Rinominata e venduta a privati nel 1775, tornò brevemente in servizio navale e fu adibita a trasporto truppe durante la guerra d'indipendenza americana. Nel 1778 fu autoaffondata durante l'assedio della Baia di Narragansett. Il suo relitto non fu mai localizzato con precisione, ma alcuni resti, tra cui sei dei suoi cannoni e un'ancora, sono oggi in mostra in diversi musei del mare sparsi per il mondo. Una replica dell'Endeavour è stata varata nel 1994 ed è oggi ormeggiata presso l'Australian National Maritime Museum nel porto di Sydney. Lo Space Shuttle Endeavour fu così battezzato proprio in onore della nave di Cook. L'Endeavour appare anche sulla moneta da cinquanta centesimi della Nuova Zelanda.

## Costruzione
L'Endeavour era in origine la carboniera Earl of Pembroke, varata nel giugno del 1764 dal porto per il trasporto del carbone e la caccia alle balene di Whitby nel North Yorkshire, e di un tipo conosciuto localmente come Whitby Cat. Già in origine era una full rigged ship di robusta costruzione con una ampia e piatta prua, una poppa quadrata e un lungo corpo scatolare con una profonda stiva.
Il disegno a fondo piatto la rendeva adatta alla navigazione anche in acque poco profonde e permise di tirarla in secco per il carico e lo scarico delle merci, oltre che per le riparazioni sommarie, senza la necessità di un bacino di carenaggio. Il suo scafo, i ponti interni e il fasciame erano costruiti con la tradizionale quercia bianca o alba, la chiglia e la poppa in olmo ed i suoi alberi in pino ed abete. I piani della nave presentavano anche un doppio paramezzale per rinforzare chiglia, ponti e ossatura.
Alcuni dubbi sussistono circa l'altezza dei suoi alberi, poiché i progetti superstiti dell'Endeavour raffigurano solamente il corpo del vascello, e non il ponte degli alberi.
Mentre quelli principali e gli alberi prodieri rientrano nello standard comunemente accettato di 129 e 110 ft (39 e 34 m) rispettivamente, una annotazione su una tavola superstite dei progetti della nave registra l'albero di mezzana di lunghezza pari a «16 iarde e 29 pollici» (15,24 m). Se tale misura fosse corretta, ciò avrebbe prodotto un albero stranamente troncato di ben 9 piedi (2,7 m) più corto rispetto agli standard del tempo. Moderne ricerche suggeriscono che l'annotazione possa essere un errore di trascrizione e si dovrebbe in realtà leggere "19 iarde e 29 pollici" (24,5 m), misura che sarebbe più strettamente conforme sia con gli standard navali che con le lunghezze degli altri alberi. La replica è stata costruita secondo la misura minore, come il modello nel National Maritime Museum a Greenwich.

## Acquisto e riadattamento da parte dell'Ammiragliato
Il 16 febbraio 1768 la Royal Society chiese a re Giorgio III di finanziare una spedizione scientifica verso l'Oceano Pacifico per studiare e osservare il transito di Venere davanti al Sole previsto per l'anno successivo e per consentire la misurazione della distanza dalla Terra al Sole. La Corona approvò la spedizione e l'Ammiragliato decise di combinare il viaggio scientifico con una missione riservata per effettuare ricerche nel Pacifico meridionale a caccia dei segni del l'ipotetico continente Terra Australis incognita.
La Royal Society suggerì che il comando venisse affidato al geografo scozzese Alexander Dalrymple, la cui nomina era subordinata all'ottenimento di un brevetto come capitano nella Royal Navy. Tuttavia, il Primo Lord dell'Ammiragliato Edward Hawke rifiutò, arrivando a dire che avrebbe preferito tagliarsi la mano destra piuttosto che dare il comando di una nave della Marina a qualcuno non educato come marinaio.
Nel rifiutare il comando di Dalrymple, Hawke fu influenzato da un precedente episodio di insubordinazione a bordo della corvetta HMS Paramour nel 1698, quando gli ufficiali della marina si rifiutarono di prendere ordini dal comandante civile Dr. Edmond Halley. L'impasse fu superato quando l'Ammiragliato propose James Cook, un ufficiale di marina con un notevole background in campo matematico e in cartografia. Gradito a entrambe le parti, Cook fu promosso a tenente e nominato comandante della spedizione.

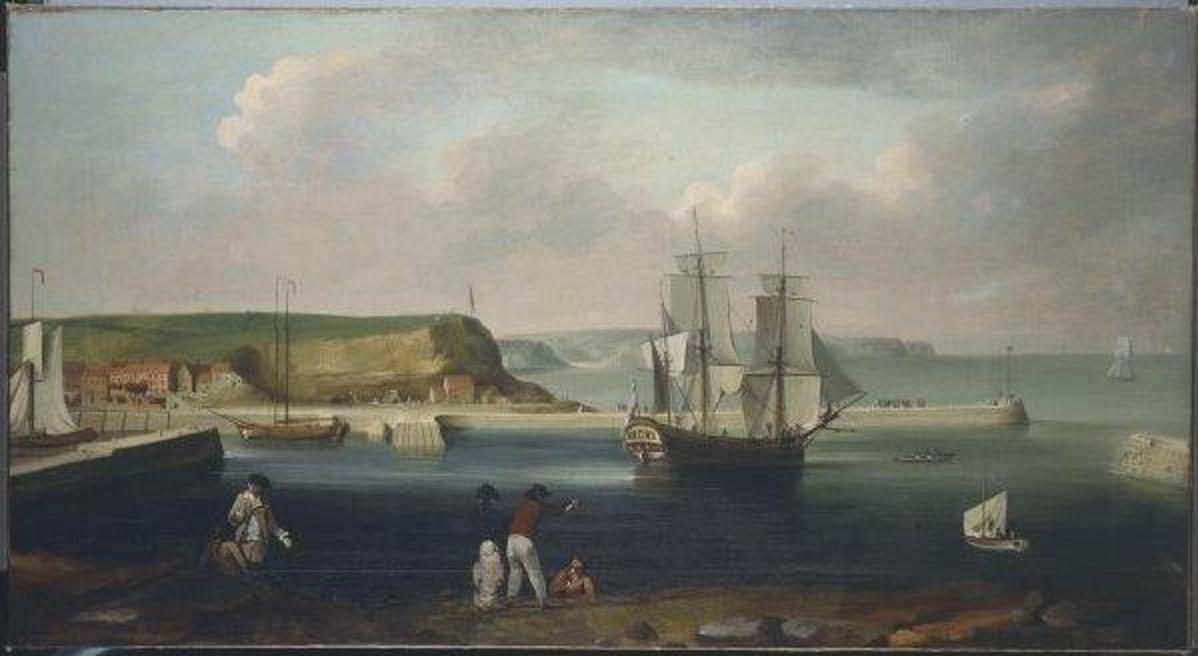
La Earl of Pembroke, in seguito HMS Endeavour, mentre lascia il porto di Whitby nel 1768. di Thomas Luny, 1790.

La Earl of Pembroke, acquistata dall'Ammiragliato nel maggio del 1768 per 2 840 sterline, 10 scellini e 11 penny, fu definitivamente assegnata per l'utilizzo nella spedizione della Society ed il 27 maggio del 1768 Cook ne assunse ufficialmente il comando. La nave salpò quindi per il cantiere navale di Deptford sul Tamigi per essere preparata e riadattata per il viaggio. I costi sarebbero ammontati a ben 2 294 sterline, quasi quanto era costata la nave stessa. Il suo scafo fu impermeabilizzato e calafatato per proteggerla dalle terenidi, furono costruiti un terzo ponte interno per fornire cabine, una polveriera e magazzini. Le nuove cabine offrivano circa 2 m2 di superficie coperta a disposizione di ognuno e furono predisposte per Cook ed i rappresentanti Royal Society: il naturalista Joseph Banks, gli assistenti di Banks Daniel Solander e Herman Spöring, l'astronomo Charles Green, e gli artisti illustratori Sydney Parkinson e Alexander Buchan. Queste cabine circondavano la mensa ufficiali. La Cabina Grande sul retro del ponte fu progettata come laboratorio per Cook e la Royal Society. Sul ponte posteriore inferiore, le cabine di fronte alla mensa sottufficiali furono assegnate a Luogotenenti Zachary Hickes e John Gore, al chirurgo di bordo William Monkhouse, all'artigliere Stephen forwood, al master Robert Molyneaux ad all'attendente del capitano Richard Orton. L'adiacente sala mensa aperta era disponibile per dormire e per la vita di bordo dei marines e dell'equipaggio oltre che per spazio di immagazzinamento aggiuntivo. Una lancia, una pinaccia e una iolla furono fornite come barche di bordo, anche se la lancia risultò marcia e dovette essere ricostruita e ridipinta con biacca prima di poter essere sistemata a bordo. Queste imbarcazioni furono accompagnate da due battelli di proprietà privata, una appartenente al nostromo John Gathrey e l'altra a Banks. La nave fu inoltre equipaggiata con una serie di remi da 28 piedi (8,5 m) per permettere alla nave di remare in caso di bonaccia o se fosse stata disalberata. Il vascello riadattato fu quindi messo ufficialmente in servizio come His Majesty's Bark the Endeavour' per distinguerlo dallo sloop-of-war da 14 cannoni HMS Endeavour (1763).
Il 21 luglio 1768 l'Endeavour navigò verso Galleon's Reach per essere dotata di armamenti per proteggerla contro le popolazioni potenzialmente ostili in cui avrebbe potuto imbattersi nelle isole del Pacifico. Fu quindi armata con dieci cannoni da 4 libbre e dodici cannoni girevoli fissati lungo il cassero, i fianchi ed il fiocco. Il 30 luglio la nave puntò la prua verso Plymouth, per l'approvvigionamento e per imbarcare il suo equipaggio di 85 uomini, tra i quali 12 Royal Marines. Cook ordinò anche di posizionare a bordo 12 tonnellate di ghisa come zavorra per equilibrare la nave.

## L'esplorazione

### Il viaggio di andata
Cook partì da Plymouth il 26 agosto 1768 portando con sé 94 uomini e provviste per 18 mesi.
Le provviste caricate all'inizio del viaggio includevano 6 000 pezzi di carne di maiale e 4 000 di manzo, 9 t di pane, 5 t di farina, 3 t di crauti, 1 t di uva passa e diversi quantitativi di formaggio, sale, piselli, olio, zucchero e farina d'avena. La riserva di alcool consisteva in 250 barili di birra, 44 di acquavite e 17 di rum. A bordo anche del bestiame tra suini, pollame, due levrieri ed una capra da mungitura ad utilizzo personale di Cook.
Il primo scalo fu nel porto di Funchal nella isole Madera, che l'Endeavour raggiunse il 12 settembre. La nave fu ulteriormente calafatata e ridipinta, mentre a bordo venivano caricate verdure fresche, carne di manzo e scorte di acqua per la successiva tappa del viaggio. Mentre la nave era ancora in porto, un incidente costò la vita al master Robert Weir, che rimase impigliato nel cavo di ancoraggio fu trascinato in mare quando venne gettata l'ancora. Per rimpiazzarlo Cook arruolò a forza John Thurman, un marinaio di un sloop americano ancorato nelle vicinanze.
L'Endeavour proseguì verso Sud lungo la costa dell'Africa e attraverso l'Atlantico, arrivando in Sud America a Rio de Janeiro il 13 novembre 1768. Ancora una volta derrate fresche e acqua furono portate a bordo e la nave partì per Capo Horn che raggiunse durante una tempesta il 13 gennaio 1769. Tuttavia cercò comunque di doppiare il Capo nei successivi due giorni ma senza successo, ripetutamente respinta dal vento, dalla pioggia e dalle maree contrari. Cook annotò che le acque al largo del Capo erano grandi abbastanza per sommergere regolarmente la prua della nave mentre cavalcava le cresta delle onde. Finalmente, il 16 gennaio il vento fu favorevole e la nave fu in grado di oltrepassare il Capo ed ancorare nella Bay of Good Success sulla costa del Pacifico. L'equipaggio fu inviato a raccogliere legna e acqua, mentre Banks e il suo team misero insieme centinaia di specie vegetali trovate lungo la riva ghiacciata. Il 17 gennaio due dei servi di Banks rimasero vittime del freddo mentre tentavano di ritornare alla nave durante una bufera di neve.
L'Endeavour riprese il suo viaggio il 21 gennaio 1769 in direzione Ovest-Nord-Ovest verso climi più miti. Il 10 aprile raggiunse finalmente Tahiti, dove rimase per i successivi tre mesi. Il transito era previsto per il 3 giugno e l'astronomo incaricato per le osservazioni era Charles Green, assistente del recentemente nominato Astronomo Reale, Nevil Maskelyne. Osservazioni indipendenti furono fatte da James Cook e Solander da terra, mentre Green osservò e relazionò il fenomeno dal ponte dell'Endeavour.

### L'esplorazione del Pacifico
Osservato il transito, l'Endeavour lasciò Tahiti il 13 luglio e si diresse a nord ovest dando l'occasione a Cook di cartografare e dare il nome alle isole della Società. Sbarchi furono effettuati a Huahine, Raiatea e Borabora, offrendo a Cook l'opportunità di rivendicarle ognuna come territori britannici. Tuttavia, un tentativo di sbarcare le pinnace sulle isole Australi di Rūrutu fu vanificato dai pericolosi frangenti e dal litorale roccioso. Il 15 agosto finalmente l'Endeavour virò verso Sud per esplorare l'oceano aperto alla ricerca della Terra Australis Incognita.
Con l'aiuto di un tahitiano chiamato Tupaia, dotato di una vasta conoscenza della geografia del Pacifico, Cook riuscì a raggiungere la Nuova Zelanda il 6 ottobre 1769, diventando il solo secondo gruppo di europei a averlo fatto (dopo Abel Tasman più di un secolo prima, nel 1642). Privi di familiarità con le navi di tipo europeo, i Maori al primo punto di approdo di Cook presso la baia della Povertà pensarono che la nave fosse un'isola galleggiante o un gigantesco uccello proveniente dalla loro mitica patria Avaiki. L'Endeavour trascorse i successivi sei mesi in navigazione lungo la costa, mentre Cook provvedeva a cartografarla e concludeva correttamente che la Nuova Zelanda fosse costituita da due grandi isole e non era l'agognata Terra Australis. Nel marzo del 1770 una scialuppa dell'Endeavour sbarcò Cook a terra per permettergli di annunciare formalmente la sovranità britannica sulla Nuova Zelanda. Al suo ritorno l'Endeavour riprese il suo viaggio verso Ovest ed il suo equipaggio avvistò la costa orientale dell'Australia il 19 aprile. Il 29 aprile divenne la prima nave europea ad approdare sulla costa orientale dell'Australia, quando Cook sbarcò una delle barche della nave sulla sponda Sud di quella che oggi è nota come Botany Bay, nel Nuovo Galles del Sud.

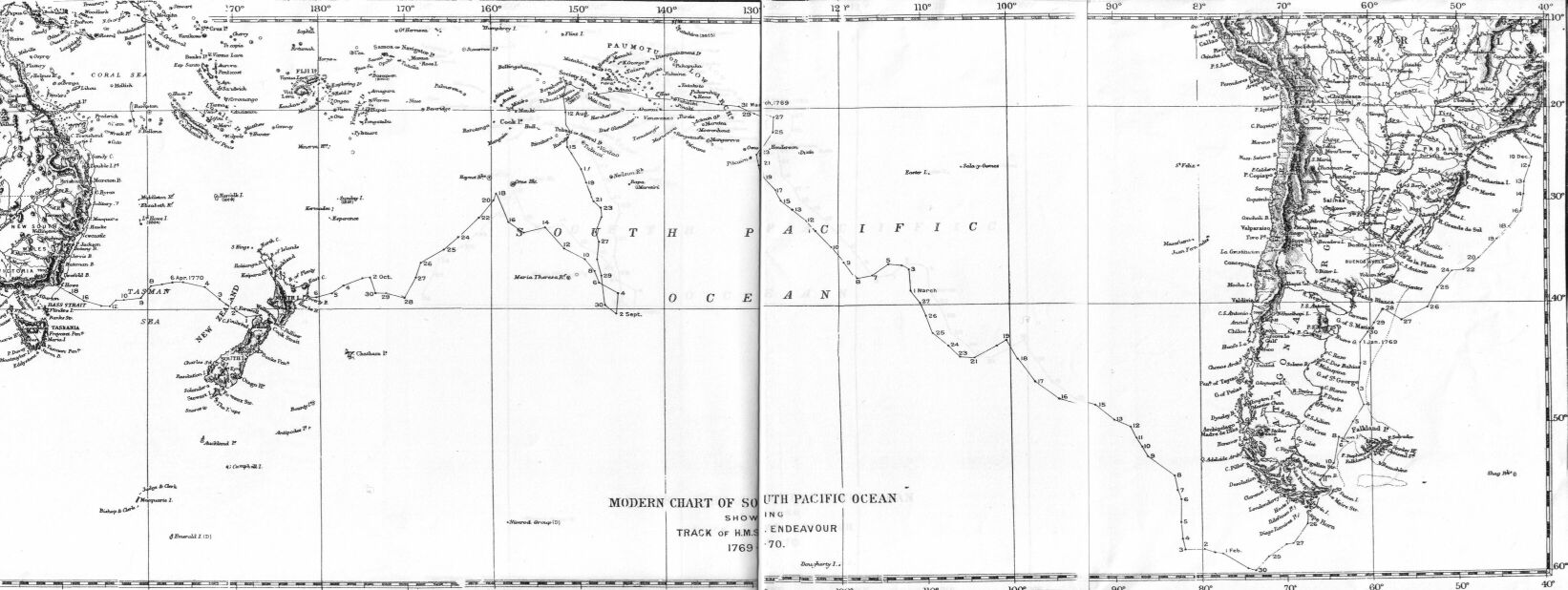
Una mappa che mostra il percorso dell'Endeavour da Rio de Janeiro fino alla costa australiana

### Il naufragio
Nei successivi quattro mesi Cook tracciò le coste dell'Australia, mantenendo prevalentemente la rotta verso Nord. Poco prima delle 23:00 dell'11 giugno 1770 la nave urtò un banco di scogli, oggi noto come Endeavour Reef, all'interno della Grande barriera corallina. Le vele furono immediatamente ammainate, fu utilizzato un piccolo ancorotto per riposizionare la nave manovrandola da bordo con una gomena e furono fatti invano una serie di tentativi di trascinare la barca in mare aperto. Lo scoglio Endeavour saliva così ripido dal fondo del mare che, sebbene la nave fosse saldamente incagliata, Cook misurò una profondità di oltre 20 metri a solo una distanza pari alla lunghezza della sua nave.
Cook ordinò allora che la nave venisse alleggerita per facilitarne il galleggiamento al largo della barriera corallina. Ferro e pietra di zavorra, provviste danneggiate, e quattro dei cannoni della nave furono gettati in mare mentre anche l'acqua potabile della nave veniva pompata fuori. L'equipaggio assicurò i cannoni scartati a delle boe con l'intenzione di recuperarli in seguito, ma ciò si rivelò alla fine impraticabile. Tutti gli uomini a bordo si alternarono alle pompe, compresi Cook e Banks.
Quando, secondo i calcoli di Cook, erano state gettate in mare circa 40 o 50 tonnellate di materiali, alla successiva alta marea fu fatto un secondo infruttuoso tentativo di liberare la nave. Nel pomeriggio del 12 giugno, la scialuppa trasportò le due grandi ancore di prora, mentre un paranco ed un gancio furono assicurati alle catene di ancoraggio per consentire un altro tentativo in occasione dell'alta marea serale. La nave nel frattempo aveva cominciato a imbarcare acqua attraverso un foro nel suo scafo. Sebbene la falla si sarebbe certamente allargata una volta fuori dalla barriera corallina, Cook decise ugualmente di rischiare un tentativo ed alle 22:20 la nave fu disincagliata dall'alta marea e trainata con successo.
Le ancore furono recuperate, ad eccezione di una che non fu possibile liberare dal fondo del mare e dovette essere abbandonata.
Come previsto, una volta che la nave fu disincagliata dalla barriera corallina la falla si allargò, e tutte e tre le pompe al lavoro dovettero essere continuamente presidiate. Un malinteso si verificò scandagliando la profondità dell'acqua nella stiva, quando un uomo dell'equipaggio la misurò dalla plancia all'esterno dello scafo mentre il suo predecessore lo aveva fatto dalla cima delle traverse. L'errore suggerì che la profondità dell'acqua fosse aumentata di circa 46 cm tra i due sondaggi, scatenando una ondata di paura attraverso la nave. Non appena l'errore venne palesato, furono raddoppiati gli sforzi per mantenere le pompe in vantaggio sulla falla.
Se la nave fosse affondata le prospettive sarebbero state drammatiche. La nave era a 39 km dalla riva e le tre barche di bordo non erano in grado di trasportare l'intero equipaggio. Nonostante questo, Joseph Banks annotò nel suo diario l'efficiente sangue freddo dell'equipaggio di fronte al pericolo, al contrario di storie di cui aveva sentito parlare a proposito di marinai in preda al panico o che rifiutavano di eseguire gli ordini in circostanze simili.

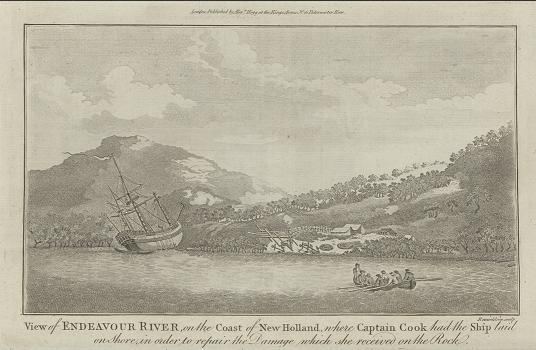
L'Endeavour spiaggiata presso l'Endeavour River per le riparazioni dopo essersi arenata sulla Grande Barriera Corallina nel 1770. Di Johann Fritzsch, 1786.

L'aspirante guardiamarina Jonathon Monkhouse propose di utilizzare una vela contenente fibre di corda per rivestire la falla della nave, memore dell'efficacia di questa tecnica durante il servizio da lui precedentemente prestato su una nave mercantile. Gli viene quindi affidato il compito di supervisionare il lavoro di cucitura di pezzi di stoppa e lana in una vecchia vela, che fu quindi calata sotto la nave per consentire alla pressione stessa dell'acqua di farla aderire a forza nel foro nello scafo. Gli sforzi furono premiati e presto il flusso di acqua in entrata diminuì sensibilmente, permettendo all'equipaggio di fermare il lavoro a due delle tre pompe.
L'Endeavour riprese la rotta verso Nord procedendo parallelamente alla barriera corallina, mentre l'equipaggio cercava un approdo sicuro in cui fare le riparazioni. Il 13 giugno, la nave arrivò alla foce di un ampio corso d'acqua che Cook chiamò Endeavour River.
Cook tentò di entrare nella foce del fiume, ma i forti venti e la pioggia impedirono all'Endeavour di attraversare i prospicienti banchi di sabbia fino alla mattina del 17 giugno. La nave rimase brevemente incagliata su una lingua di sabbia, ma fu velocemente rimessa a galla un'ora più tardi e trainata controvento lungo il fiume nel primo pomeriggio dopo averla collegata ad un'ancora fissata a monte. La nave si arenò subito sulla riva meridionale e venne spiaggiata sfruttando l'alta marea per fare le necessarie riparazioni allo scafo. Le vele strappate ed il sartiame danneggiato furono sostituiti e la carena raschiata per liberarla dai denti di cane.
Un esame dello scafo tirato in secca rivelò che un pezzo di corallo delle dimensioni di un pugno aveva tranciato in maniera netta le travi e quindi le aveva spezzate. Circondato dai pezzi di stoppa del fother, questo frammento di corallo aveva poi contribuito a tappare il buco nello scafo e impedito alla nave di affondare sulla barriera corallina.

### La rotta verso Nord - Batavia
Atteso il vento favorevole, l'Endeavour riprese il suo viaggio nel pomeriggio del 5 agosto 1770, raggiungendo il punto più settentrionale della penisola di Capo York quindici giorni dopo. Il 22 agosto, Cook fu portato a terra a remi su una piccola isola costiera a proclamare la sovranità britannica sul continente australiano orientale. Cook battezzò il luogo del suo approdo Possession Island e salve di cannone cerimoniali furono sparate dalla riva e dal ponte della Endeavour per sollennizzare l'occasione.

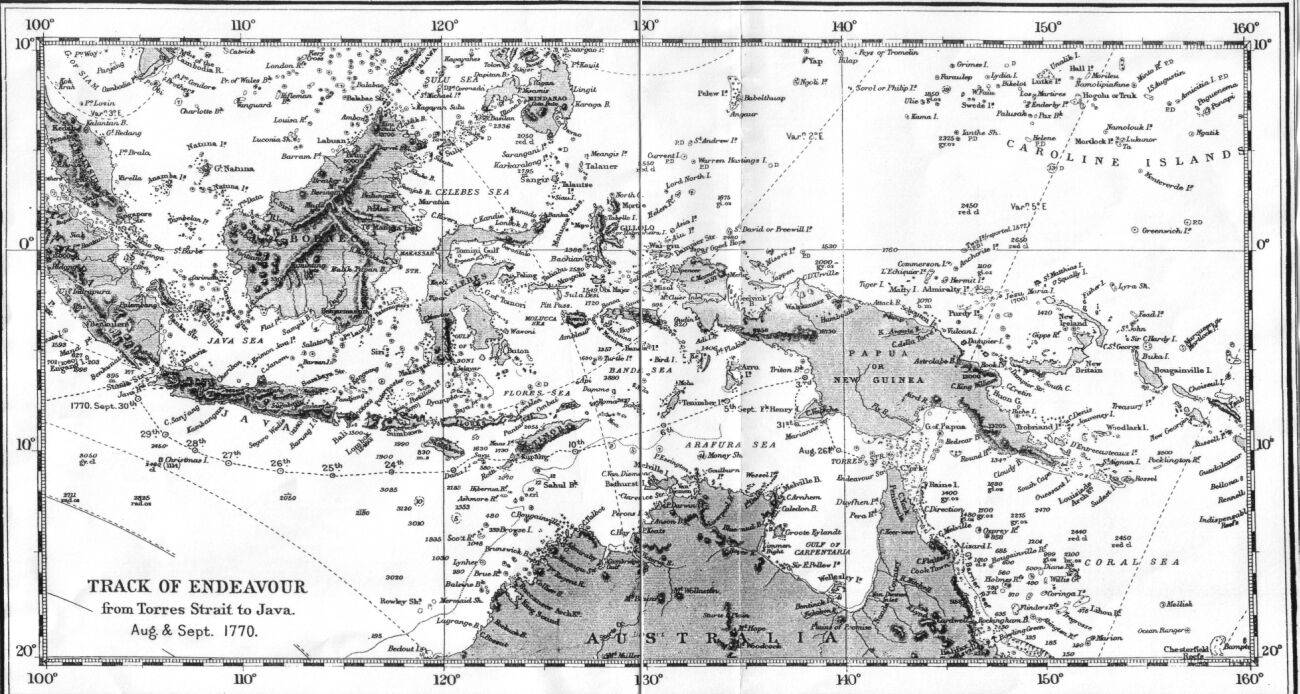
La rotta della Endeavour dallo Stretto di Torres a Java, Agosto e Settembre 1770.

L'Endeavour continuò il suo viaggio verso Ovest lungo la costa, scegliendo un percorso attraverso banchi di sabbia intermittenti e scogli, stavolta con l'aiuto di una lancia che remava davanti per testare la profondità dell'acqua. Il 26 agosto la terra ormai non era più in vista, e la nave era entrata nelle acque aperte dello Stretto di Torres tra l'Australia e la Nuova Guinea, in precedenza navigato da Luis Váez de Torres nel 1606. Per mantenere segreti viaggi e le scoperte della Endeavour al prossimo arrivo in porto, Cook confiscò i libri, i giornali ed i diari di bordo e ordinò a tutti di tacere a proposito delle esplorazioni fatte.
Dopo una sosta di tre giorni al largo dell'isola di Savu, l'Endeavour giunse arrancando a Batavia, la capitale della Indie orientali olandesi, il 10 ottobre.
Il giorno dopo, durante una improvvisa tempesta tropicale, un fulmine colpì la nave, ma il rudimentale "lightning rod" o parafulmine che Cook aveva ordinato per attrezzare l'alberatura della Endeavour la salvò da gravi danni. La nave, dopo la collisione sulla Grande Barriera Corallina nel mese di giugno, si presentava in pessime condizioni. Il carpentiere della nave, John Seetterly, riportò che era «molto permeabile, perdeva da 12 a 6 in l'ora, a causa di vari squarci in molte parti della chiglia principale, dalla falsa chiglia fino ad oltre metà scafo. Squarciata a babordo dove la falla era più grave ma non avevo potuto raggiungerla a causa dell'acqua». Una ispezione dello scafo rivelò che alcune assi non riparate erano state troncate da una parte all'altra per ⅛ di pollice (3 mm). Cook osservò che fu «una sorpresa per tutti quelli che videro il fondo il fatto che l'avessimo mantenuta sopra l'acqua» durante tutto il precedente viaggio di tre mesi attraverso il mare aperto.
Dopo essere rimasta all'ancora in rada per due settimane, l'Endeavour fu tirata fuori dall'acqua il 9 novembre e poggiata su un fianco per le riparazioni. Alcune travi danneggiate risultarono essere infestate dalle teredini, che richiesero un'attenta rimozione per assicurarsi che non fossero diffuse a tutto il fondo. Il fasciame danneggiato fu sostituito e lo scafo ricalafatato, raschiato dai molluschi e dalla flora marina e quindi ridipinti.
Infine, il sartiame e le pompe furono sostituiti e provviste fresche furono portate a bordo per il viaggio di ritorno in Inghilterra. Il giorno di Natale del 1770 furono completate le riparazioni ed i rifornimenti, ed il giorno dopo l'Endeavour salpò le ancore e si diresse a Ovest verso l'Oceano Indiano.

### Il viaggio di ritorno
Anche se la Endeavour era stata rimessa in buone condizioni, lo stesso non si poteva dire per il suo equipaggio. Durante la permanenza della nave a Batavia, almeno 10 dei 94 membri a bordo si ammalarono di malaria o dissenteria. Prima che l' Endeavour facesse in tempo a salpare il 26 dicembre, sette membri dell'equipaggio erano morti e altri quaranta erano troppo malati per assolvere i loro doveri. Nelle successive dodici settimane, ci furono 23 ulteriori decessi per malattie. Vennero sepolti in mare. Tra questi Spöring, Green, Parkinson, ed il medico di bordo William Monkhouse.
Cook attribuì la causa delle malattie all'acqua potabile inquinata, e ordinò che venisse purificata con succo di lime, ma questo rimedio sortì pochi effetti. Jonathan Monkhouse, che aveva proposto il fothering per salvare la nave dal naufragio sulla secca, morì il 6 febbraio, seguito sei giorni dopo dal carpentiere della nave John Seetterly, il cui abile lavoro di riparazione in Batavia aveva consentito alla Endeavour di riprendere il suo viaggio. La salute dei membri dell'equipaggio sopravvissuti migliorò lentamente nel mese successivo e gli ultimi deceduti per malattia furono tre marinai semplici il 27 febbraio.
Il 13 marzo 1771 l'Endeavour doppiò il Capo di Buona Speranza ed entrò a Città del Capo due giorni dopo. Quelli che ancora stavano male furono portati a terra per le necessarie cure. La nave rimase in porto per quattro settimane in attesa del recupero dell'equipaggio e per essere sottoposta a piccole riparazioni ai suoi alberi. Il 15 aprile i malati furono portati nuovamente a bordo insieme a dieci nuovi membri reclutati a Città del Capo, e l'Endeavour riprese il suo viaggio verso casa. La terraferma inglese fu avvistata il 10 luglio e l'Endeavour entrò nel porto di Dover due giorni dopo.
Circa un mese dopo il suo ritorno Cook fu promosso al grado di Comandante, e nel novembre del 1771 ricevette gli ordini dall'Ammiragliato per una seconda spedizione, questa volta a bordo della HMS Resolution. Cook troverà poi la morte nel suo terzo viaggio.

## Impieghi successivi
Mentre Cook veniva celebrato per successo del suo viaggi, l'Endeavour veniva pressoché dimenticata. Entro una settimana del suo ritorno in Inghilterra venne indirizzata ai cantieri di Woolwich per il riadattamento come trasporto navale. Fece quindi due viaggi di routine di andata e ritorno alle Isole Falkland, il primo a consegnare disposizioni e il secondo per portare a casa la guarnigione britannica. Nel settembre 1774 fu messa in liquidazione e nel marzo del 1775 fu venduta dalla Royal Navy all'armatore J. Mather per 645 sterline.
Mather rinominò la sempre più decrepita nave Lord Sandwich e la rimise in mare per un ultimo viaggio commerciale verso Arcangelo (in russo Арха́нгельск?) in Russia. Alla fine del 1775 gli venne richiesto dall'Ammiragliato di fornire una nave per trasportare i soldati in Nord America per aiutare a sconfiggere la milizia coloniale durante la guerra d'indipendenza americana. Mather mise a disposizione del servizio militare la vetusta Lord Sandwich, ma le sue condizioni erano talmente scadenti che essa fu dichiarata inadatta alla navigazione nel dicembre 1775. Tuttavia, dopo lunghe riparazioni, nel febbraio 1776 la nave fu finalmente accettata come trasporto truppe e imbarcò un contingente di mercenari dell'Assia diretto a New York e Rhode Island. Dopo aver consegnato il suo carico mercenario, la Lord Sandwich navigò verso Rhode Island dove venne mantenuta all'ancora e fu saltuariamente utilizzata come nave prigione sotto la bandiera britannica.

## Il destino finale

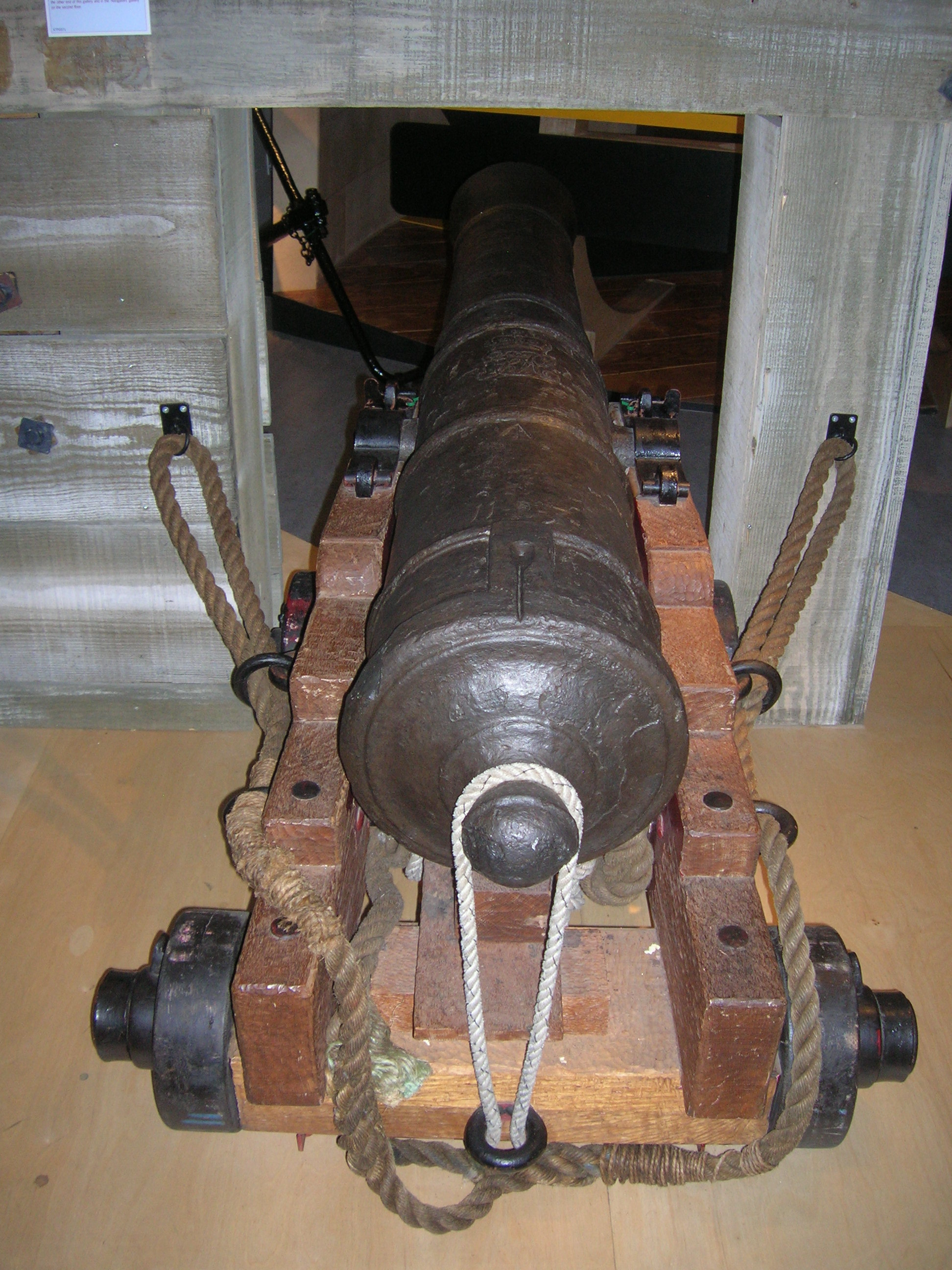
Uno dei cannoni recuperato dall'Endeavour in mostra al National Maritime Museum di Greenwich, Inghilterra.

La fine dell'Endeavour arrivò nel mese di agosto 1778 quando l'insediamento britannico a Narragansett Bay venne minacciato dalla flotta che trasportava i soldati francesi accorsi in sostegno della milizia coloniale. Il comandante britannico, determinato a bloccare la baia, decise di affondare le navi non necessarie, in modo da occluderne l'ingresso. Tra il 3 ed il 6 agosto, quindi, una flotta di vascelli della Royal Navy ed altri privati, tra i quali la Lord Sandwich, fu affondata in vari punti della baia.
I proprietari delle imbarcazioni affondate furono risarciti dal governo britannico per la perdita delle loro navi. La valutazione dell'Ammiragliato per le 10 navi affondate tenne conto del fatto che molte erano state costruite nello Yorkshire, e che i dettagli sulla Lord Sandwich derivavano da quelli dell'ex Endeavour compreso il fatto che fosse stata costruita a Whitby, all'origine dislocasse 36871/94 tonnellate e fosse rientrata in servizio attivo nella Marina il 10 febbraio 1776.
Nel 1834 apparve una lettera sul Providence Journal di Rhode Island, richiamando l'attenzione sulla possibile presenza dell'ex Endeavour sul fondale della baia. Questa notizia fu subito contestata dal console britannico nel Rhode Island, che scrisse al giornale sostenendo che l'Endeavour fosse stata invece venduta da Mather ai francesi nel 1790 e ribattezzata La Liberte. Tuttavia in seguito lo stesso console ammise di aver saputo questo non dall'Ammiragliato, ma per sentito dire dai vecchi proprietari della nave francese. Più tardi fu suggerito che La Liberte, affondata al largo di Newport nel 1793, fosse più probabilmente un'altra delle navi di Cook, la ex HMS Resolution o un'altra Endeavour, uno scuna messo fuori servizio nel 1782. Un'ulteriore lettera al Providence Journal affermava che un marinaio inglese in pensione organizzava attorno al 1825 visite guidate sulla carcassa galleggiante di una nave sul Tamigi, sostenendo che questa fosse stata una volta l'Endeavour di Cook.
Nel 1991 il Rhode Island Marine Archaeology Project (RIMAP) intraprese una ricerca per identificare i tredici trasporti affondati come parte del blocco di Newport del 1778, tra cui la Lord Sandwich. Nel 1999 il RIMAP scoprì alcuni documenti nel Public Record Office (ora chiamato i National Archives) a Londra che confermavano il fatto che l'Endeavour fosse stata effettivamente ribattezzata Lord Sandwich, che avesse servito come trasporto truppe in Nord America, ed infine fosse stata affondata a Newport nel 1778 tra la flotta di trasporti utilizzata nel blocco.
Nel 1999 un gruppo di ricerca combinato del RIMAP e dell'Australian National Maritime Museum esaminò alcuni dei relitti noti nel porto e nel 2000, sempre il RIMAP e l'ANMM, esaminarono un sito dove sembravano esserci i resti di una delle navi del blocco, parzialmente coperti da un altro relitto di una chiatta del XX secolo. I resti più grandi erano quelli di un vascello in legno di circa la stessa dimensione, ed inoltre di un design e di materiali riconducibili alla Lord Sandwich, la ex Endeavour. La conferma che l'ex nave di Cook fosse nel porto di Newport suscitò un notevole interesse dei media e del pubblico ed uno stimolo a confermare la sua posizione. Tuttavia ulteriori mappature mostrarono altri otto relitti del XVIII secolo nello stesso porto di Newport con caratteristiche e condizioni coerenti con l'Endeavour. Nel 2006 il RIMAP annunciò che i relitti difficilmente si sarebbero potuti sollevare dal fondo della baia.

### Annotazioni
1. ↑  Vascello a tre alberi con ampia velatura quadra.
2. ↑  Al cambio attuale avremmo un valore compreso tra le 265 000 e le 326 000 sterline.
3. ↑  Nella marina inglese con bark si denomina un brigantino a palo con tre alberi e vele quadre.
4. ↑  Applicò la pratica dello shanghaiing, cioè una pratica comune allora nella Royal Navy, che consisteva nell'arruolare marinai con tecniche coercitive, con l'inganno, l'intimidazione o la violenza.
5. ↑  L'operazione, in gergo marinaresco inglese, è detta kedging anchor.
6. ↑  Nel linguaggio nautico anglosassone la tecnica si chiama fothering.
7. ↑  Una tecnica denominata anche warping nel linguaggio nautico anglosassone.
8. ↑  Una tecnica nota come careening.
9. ↑  Sulla linea di galleggiamento
10. ↑  La falsa chiglia era una struttura in legno, facente parte dello scafo di una nave a vela, destinata a proteggere la chiglia principale dai danni e anche proteggere le teste dei bulloni che servono a fissare la chiglia principale al resto della nave.
11. ↑  Alcuni uomini dell'equipaggio contrassero una non meglio specificata infezione polmonare[60]. Cook annotò che epidemie di vario genere erano scoppiate a bordo di ogni nave ormeggiata a Batavia e che «sembra un anno di Generale malattia in molte parti dell'India» ed in Inghilterra[60][61].

### Fonti
1. ↑   C. Knight, H.M. Bark Endeavour, in Mariner's Mirror, vol. 19, United Kingdom, Nautical Research Guild, 1933,  pp. 292-302.
2. 1 2 3 4   A.H. McLintock (a cura di), Ships, Famous, in An Encyclopedia of New Zealand, Ministry for Culture and Heritage/Te Manatū Taonga, Government of New Zealand, 1966. URL consultato il 5 maggio 2009.
3. 1 2  Marquardt 1995, p. 13.
4. ↑   James Cook's HMB Endesvour (PDF), su anmm.gov.au. URL consultato il 9 gennaio 2013 (archiviato dall'url originale il 30 ottobre 2008).
5. 1 2  Hosty e Hundley 2003, p. 41.
6. ↑  Hosty e Hundley 2003, p. 19.
7. ↑  Hosty e Hundley 2003, pp. 33-41.
8. 1 2 3  Marquardt 1995, pp. 19-20.
9. ↑  Sutherland, Rushton, Cooper 1711
10. ↑  Davis e Edson 1985.
11. ↑  Rigby e Merwe 2002, p. 24.
12. ↑   Secret Instructions to Lieutenant Cook 30 July 1768 (UK), su foundingdocs.gov.au, National Library of Australia, 2005. URL consultato il 26 agosto 2008 (archiviato dall'url originale il 21 luglio 2008).
13. 1 2   A General History and Collection of Voyages and Travels, Vol. 12, in Progetto Gutenberg., editor Robert Kerr's introduction footnote 3
14. 1 2 3 4 5 6 7   Peter Joseph McDermott, Pacific Exploration [collegamento interrotto], in The Brisbane Courier, Brisbane Newspaper Company Ltd, 6 novembre 1878,  p. 5. URL consultato il 27 agosto 2008.
15. ↑  Rigby e Merwe 2002, p. 30.
16. ↑   C. Knight, H.M. Bark Endeavour, in Mariner's Mirror, vol. 19, United Kingdom, Nautical Research Guild, 1933,  pp. 292-302.
17. ↑   Endeavour Was Well Fitted For Voyage of Discovery., in Townsville Daily Bulletin, Queensland, National Library of Australia, 14 luglio 1945,  p. 4. URL consultato il 4 settembre 2012.
18. ↑  Hosty e Hundley 2003, p. 61.
19. 1 2  Marquardt 1995, p. 18.
20. 1 2   HMB Endeavour replica – specifications, su anmm.gov.au, Australian National Maritime Museum. URL consultato il 16 ottobre 2008 (archiviato dall'url originale il 20 luglio 2008).
21. 1 2   The replica HM Bark Endeavour: History of Bark Endeavour and Captain Cook, su H M Bark Endeavour, 2008. URL consultato il 17 settembre 2008 (archiviato dall'url originale il 13 maggio 2008).
22. ↑   James Cook's HMB Endeavour (PDF), su anmm.gov.au, Australian Maritime Museum. URL consultato il 16 ottobre 2008 (archiviato dall'url originale il 30 ottobre 2008).
23. ↑  Hough 1994, p. 56.
24. ↑  Marquardt 1995, p. 17.
25. ↑  Beaglehole 1968, pp. 1-2.
26. ↑  Beaglehole 1968, p. 4.
27. ↑  Verbale della Royal Navy Victualling Board, 15 giugno 1768, citato in Beaglehole 1968, p. 613.
28. ↑  Marquardt 1995, p. 15.
29. 1 2  Hough 1994, pp. 75–76
30. ↑  Beaglehole 1968, p. 7.
31. 1 2  Beaglehole 1968, pp. 41-44.
32. ↑  Hough 1994, pp. 91–97
33. ↑  Rex Rienits, The voyages of Captain Cook, Rienits-Thea, London: Hamlyn, 1976
34. 1 2 3  Rigby e Merwe 2002, p. 34.
35. ↑  Hough 1994, pp. 133–134
36. ↑   HMB Endeavour replica – Cook and Endeavour: Endeavour's People, su anmm.gov.au, Australian National Maritime Museum, 2008. URL consultato il 28 agosto 2008 (archiviato dall'url originale il 20 luglio 2008).
37. ↑  Beaglehole 1968, p. 299.
38. ↑  Hough 1994, pp. 168–170
39. 1 2 3  Beaglehole 1968, pp. 343-345.
40. ↑  Parkin 2003, p. 317.
41. ↑  Hough 1994, p. 179
42. 1 2 3  Beaglehole 1968, pp. 345-346.
43. ↑  Parkin 2003, p. 311.
44. ↑  Blainey 2008, p. 236.
45. ↑  Parkin 2003, p. 321.
46. ↑  Parkin 2003, p. 322.
47. ↑   Shipping [collegamento interrotto], in The Brisbane Courier, Brisbane Newspaper Company Ltd, 13 ottobre 1873,  p. 2. URL consultato il 27 agosto 2008.
48. ↑  Blainey 2008, pp. 252-257.
49. ↑  Parkin 2003, pp. 335-336.
50. ↑  Blainey 2008, pp. 299-300.
51. ↑  Hough 1994, pp. 189–190
52. ↑  Beaglehole 1968, pp. 386-389.
53. ↑  Beaglehole 1968, p. 426.
54. ↑  Beaglehole 1968, pp. 431-432.
55. ↑  Beaglehole 1968, p. 433.
56. ↑  Carpenter's Report, J. Seetterly, 10 October 1770, citata in Hosty e Hundley 2003, pp. 55-56.
57. ↑  Beaglehole 1968, p. 437.
58. 1 2 3 4  Hosty e Hundley 2003, pp. 55-58.
59. ↑  Blainey 2008, pp. 338-344.
60. 1 2  Beaglehole 1968, p. 441
61. ↑  Beaglehole 1968, pp. 458–459
62. ↑  Beaglehole 1968, p. 447.
63. ↑  Beaglehole 1968, pp. 449-450.
64. ↑  Beaglehole 1968, p. 452.
65. ↑  Beaglehole 1968, p. 457.
66. ↑  Beaglehole 1968, pp. 460-461.
67. ↑  Beaglehole 1968, p. 597.
68. ↑  Beaglehole 1968, pp. 463-466.
69. ↑  Beaglehole 1968, p. 477.
70. ↑  Hough 1994, p. 217
71. ↑   The Voyage of the Resolution 1776–1780, su canterbury.ac.nz, The University of Canterbury, New Zealand, 2008. URL consultato il 16 novembre 2008 (archiviato dall'url originale l'8 luglio 2016).
72. 1 2  Hough 1994, p. 215
73. ↑  Hosty e Hundley 2003, p. 62.
74. 1 2   John Allan, The Fate of Cook's Ships: Cook's Ships – A Summary Update, in Cook's Log, vol. 25, n. 3, United Kingdom, Captain Cook Society, 2002,  p. 1929.
75. ↑   The Fate of Cook's Ships: What Do We Know About The Endeavour? – Part 2, in Cook's Log, vol. 20, n. 2, United Kingdom, Captain Cook Society, 1997,  p. 1377. URL consultato il 16 settembre 2008.
76. 1 2 3  Hosty e Hundley 2003, pp. 16-17.
77. 1 2   Search for the HMB Endeavour, su rimarinearchproject.org, Rhode Island Marine Archaeology Project, 2008. URL consultato il 28 agosto 2008 (archiviato dall'url originale il 18 settembre 2008).
78. ↑   Preliminary Report on the Australian National Maritime Museum's participation in the Rhode Island Marine Archaeology Project's search for HMB Endeavour (PDF), su anmm.gov.au, Australian National Maritime Museum, giugno 2003,  pp. 16-17. URL consultato il 6 novembre 2008 (archiviato dall'url originale il 6 luglio 2009).
79. ↑   D. K. Abbass, Endeavour and Resolution Revisited: Newport and Captain James Cook's Vessels, in Newport History: Journal of the Newport Historical Society, vol. 70, n. 1, Newport, Rhode Island, Newport Historical Society, 1999,  pp. 1-17. citato in Hosty e Hundley 2003, p. 16.
80. 1 2 3 4   The Fate of Cook's Ships: What Do We Know About The Endeavour? - Part 1, su captaincooksociety.com, Captain Cook Society, 2008. URL consultato il 29 agosto 2008.
81. ↑   Francis Harris, Captain Cook's Endeavour found off coast of America, in The Telegraph (UK), Telegraph Media Group Ltd, 18 maggio 2006. URL consultato il 29 agosto 2008.
82. 1 2  Hosty e Hundley 2003, pp. 23-26.
83. ↑   Captain Cook's Endeavour 'found', in BBC World News, British Broadcasting Corporation, 18 maggio 2006. URL consultato il 29 agosto 2008.
84. ↑   Shipwreck may be Cook's Endeavour, in ABC News, Australian Broadcasting Corporation, 17 maggio 2006. URL consultato il 9 aprile 2014 (archiviato dall'url originale il 13 gennaio 2009).
85. ↑   Richard Lewis, Found, maybe! Captain Cook's Endeavour, in News in Science, Australian Broadcasting Corporation, 17 maggio 2007. URL consultato il 29 agosto 2008.